# سلمان أكبر (لاعب هوكي الحقل باكستاني)
سلمان أكبر (من مواليد 3 يناير 1982 في لاهور) هو لاعب هوكي الحقل من باكستان. يجيد اللعب في مركز حارس المرمى. لعب 230 مباراة.

## روابط خارجية
- سلمان أكبر على موقع الاتحاد الدولي للهوكي (الإنجليزية)
- سلمان أكبر على موقع أوليمبيديا (الإنجليزية)
- سلمان أكبر على موقع اتحاد ألعاب الكومنولث (مؤرشف) (الإنجليزية)